# Marcus Eugene Jones
Marcus Eugene Jones  ( 25 de abril de 1852 - 3 de junio de 1934 ) fue un geólogo, botánico y explorador estadounidense.
Jones se educa en Grinnell, Iowa, y después con su familia se mudan al oeste, en 1865. Se gradúa en el "Grinnell College" en 1875. Recolecta flora en Iowa por dos años, y luego lo hace en Colorado, en 1878, obteniendo gran volumen de especímenes que venderá en "sets", donde colocaba representantes de muchas especies como fuese posible. Era una práctica, típica de la época, obligando a los botánicos a sostenerse por sí en el campo, sin benefactores ni fundaciones o agencias gubernamentales que pagasen tales actividades.
Su herbario contenía colecciones pioneras de la flora de Utah, y su biblioteca, con sus notas de campo y correspondencia, residen en el Rancho Santa Ana Botanic Garden en Claremont.

## Algunas publicaciones
- marcus eugene Jones. 2011. Revision of North-American Species of Astragalus. Edición reimpresa de BiblioBazaar, 418 pp. ISBN 1245485164

- --------------------------------. 2010. Montana Botany Notes: Containing Description of New Species, List of Plants Not Hertofore Recorded from the State, and Notes on Disputed Species, With. Edición reimpresa de BiblioBazaar, 80 pp. ISBN 1149067721

- --------------------------------. 2010. Utah. Edición reimpresa de Nabu Press, 170 pp. ISBN 1141846977

- --------------------------------. 2009. Montana Botany Notes; Containing Description of New Species, List of Plants Not Hertofore Recorded from the State, and Notes on Disputed. Editor Gral. Books LLC, 94 pp. ISBN 0217435262

- --------------------------------. 1882. Ferns of the West: containing descriptions of all the ferns known to exist in the West, from Nebraska to the Pacific Ocean and from Mexico to South [read British] America; also, a full account of the structure of ferns, their mode of growth, habits and distribution. Editor Pub. by the author, 28 pp.

- La abreviatura «M.E.Jones» se emplea para indicar a Marcus Eugene Jones como autoridad en la descripción y clasificación científica de los vegetales.[1]